# Weyes Blood
Weyes Blood, pseudonimo di Natalie Laura Mering (Santa Monica, 11 giugno 1988), è una cantautrice statunitense.

## Biografia
Weyes Blood è salita alla ribalta nel 2016, con la pubblicazione del suo terzo album in studio, Front Row Seat to Earth, che ha ricevuto l'acclamo universale da parte della critica specializzata e che è stato promosso da un tour europeo e nordamericano. La cantante, per l'album, si è ispirata allo stato di isolamento che ha provato mentre viveva a New York. A febbraio 2019 è uscito il disco Titanic Rising, entrato alla 139ª posizione nella classifica belga, alla 113ª della francese e alla 68ª posizione della Official Albums Chart britannica. Tratta argomenti quali delusioni amorose, realtà danneggiata e ricerca alla speranza. Anch'esso è stato accolto calorosamente dalla critica, tanto da comparire in numerose liste riguardanti i miglior album dell'anno e del decennio, tra cui quelle stilate da Pitchfork, Uproxx, Paste, Uncut, Dazed, The Guardian e NPR. A luglio 2019 ha avuto luogo il suo debutto televisivo al Late Night with Seth Meyers, dove si è esibita con il singolo Everyday.
Nel 2022 annuncia il suo quinto album in studio And In The Darkness, Hearts Aglow, che viene pubblicato il 18 novembre dello stesso anno. L'album è stato anticipato dai singoli It's Not Just Me, It's Everybody, Grapevine e God Turn Me Into a Flower.

## Discografia

### Album in studio
- 2011 – The Outside Room
- 2014 – The Innocents
- 2016 – Front Row Seat to Earth
- 2019 – Titanic Rising
- 2022 – And in the Darkness, Hearts Aglow

### EP
- 2011 – Angels in America / Weyes Blood Split
- 2015 – Cardamom Times
- 2017 – Myths 002 (con Ariel Pink)
- 2019 – Rough Trade Session

### Singoli
- 2015 – Cardamom
- 2017 – Tears on Fire (con Ariel Pink)
- 2017 – A Certain Kind / Everybody's Talking
- 2019 – Andromeda
- 2019 – Everyday
- 2019 – Movies
- 2022 – It's Not Just Me, It's Everybody
- 2022 – Grapevine
- 2022 – God Turn Me Into a Flower